# 우승연 (배우)
우승연(1983년 5월 24일 ~ 2009년 4월 27일)은 대한민국의 배우였다.
2005년 다음의 얼짱 카페 ‘베스트 나인’에서 5기 얼짱에 뽑히며 이름이 알려졌으며, 패션지 쎄씨, 키키 등에서 모델로 활동하였다. 이후 배우로 전향, 2007년 영화 《허브》와 시트콤 《얍》에 출연하였고, 2009년에는 영화 《그림자 살인》에 출연하였다.
2009년 4월 27일 오후 서울 송파구 잠실동 자택에서 목을 매 자살하였다. 우승연은 “가족들을 사랑한다. 먼저 가서 미안하다”는 내용의 유서를 다이어리에 남겼으며, 동생에게는 “미안하다”는 문자를 보냈다.
경찰은 우승연이 처지를 비관 스스로 목숨을 끊은 것으로 보이며, 오디션에서 잇따라 탈락해 괴로워했다는 친구와 가족 등의 진술이 있었다고 전했다. 소속사 관계자는 “최근 영화, 드라마 등 10여 군데 오디션을 보면서 출연을 타진 중인 상황이었다”고 말했다. 우승연은 중앙대학교 불어불문학과 휴학중이었으며, 죽기 두달 전 현 소속사로 이적해 활동을 앞두고 있었다.
한편, 측근의 말을 인용 “그간 우울증 증세로 몇 차례 치료를 받았다”며 우울증으로 자살했다고 보도하는 언론도 있었으며, 우울증의 원인으로 오랫동안 사귀었던 남자 친구와의 결별을 언급하는 언론도 있었다. 우승연의 전 남자 친구인 가수 김모씨 측 관계자는 두 사람이 헤어진 지 1년이 돼가는 시점이라며 “결별을 자살의 원인으로 보는 것은 무리다”고 밝혔다. 또 “두 사람이 헤어진 후에도 좋은 친구 사이로 지냈던 것으로 알고 있다”고 말했다. 두 사람은 우승연의 이별 통보로 헤어진 것으로 알려졌다.
한 측근은 우승연이 극히 개인적인 이유로 자살한 것이라며, “자살 이유는 이성 문제로 인한 것이다. 평소 이성 문제로 많이 힘들어했다”고 주장했으나 그 이성이 누구인지는 밝히지 않았다.
4월 30일 화장하였다.

## 학력
- 중앙대학교 불어불문학과 (졸업)

## 출연 작품

### 시트콤
- 얍 (2005년, 코미디TV)

### 영화
- 허브 (2007년)
- 그림자 살인 (2009년) - 개똥 역

## 광고
- 청하

## 같이 보기
- 대한민국의 자살